# Pallacanestro Treviso 1998-1999
Roster Benetton Pallacanestro Treviso 1998/99
| Num. | Naz.                           | Nome                |
| ---- | ------------------------------ | ------------------- |
| 4    | Argentina (bandiera)           | Marcelo Nicola      |
| 5    | Spagna (bandiera)              | Tomás Jofresa       |
| 6    | Irlanda (bandiera)             | Glenn Sekunda       |
| 7    | Italia (bandiera)              | Riccardo Pittis     |
| 8    | Italia (bandiera)              | Denis Marconato     |
| 9    | Austria (bandiera)             | Stjepan Stazić      |
| 10   | Italia (bandiera)              | Davide Bonora       |
| 11   | Serbia e Montenegro (bandiera) | Željko Rebrača      |
| 12   | Germania (bandiera)            | Oliver Narr         |
| 13   | Italia (bandiera)              | William Di Spalatro |
| 14   | Stati Uniti (bandiera)         | Henry Williams      |
| 15   | Germania (bandiera)            | Casey Schmidt       |

Allenatore: Željko Obradović